# مبرهنة القيمة المتوسطة
في علم الرياضيات، مبرهنة القيمة المتوسطة أو مبرهنة التزايدات المنتهية هي الحالة الأعم لمبرهنة رول.
النص : لتكن f دالة عددية f : [a, b] → ℝ بحيث a <b، إذا كانت f متصلة على المجال المغلق [a, b] وقابلة للاشتقاق على المجال المفتوح ]a, b[، فإنه يوجد على الأقل عدد حقيقي c ينتمي للمجال ]a, b[ بحيث :

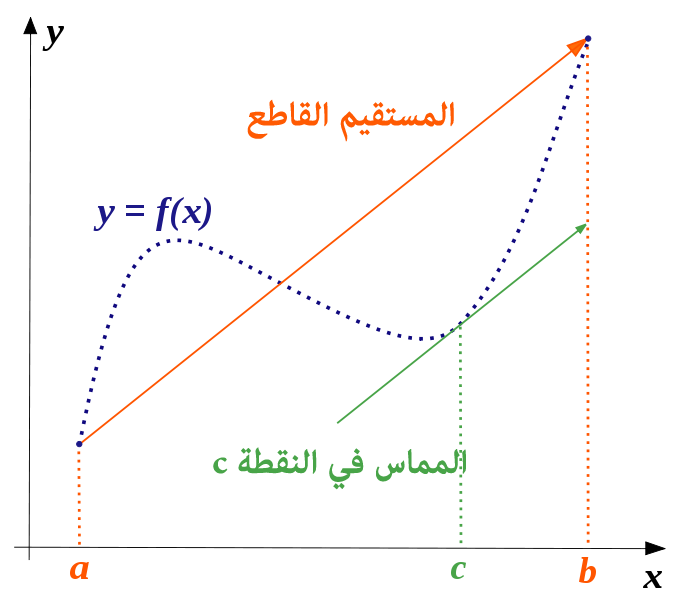
لكل مستقيم يقطع منحنى قابل للاشتقاق، يوجد مستقيم مماس لهذا المنحنى مواز للمستقيم القاطع.

في الحقيقة، وتبعا لهذه الشروط، تكون قيمة الدالة {\displaystyle x\mapsto f(x)-{f(b)-f(a) \over b-a}\times (x-a)} في a وb واحدة. وبتطبيق مبرهنة رول، فإنها تملك نقطة معينة c في ]a ; b[ ونظرا لأن المشتقة في c تساوي الصفر فإننا نجد المعادلة السابقة.
هندسيا، تقترح علينا مبرهنة القيمة الوسطى أنه لكل مستقيم يقطع منحنى قابل للاشتقاق، يوجد مستقيم مماس لهذا المنحنى مواز للمستقيم القاطع.

## متباينة القيمة الوسطى
لتكن f : [a, b] -> R دالة ذات قيم حقيقية حيث a <b. إذا كان :
- f متصلة على النطاق المغلق [a, b]
- f قابلة للاشتقاق على النطاق المفتوح ]a, b[
- يوجد عدد حقيقي موجب k، حيث لكل عنصر x من ]a, b[، |f'(x)| <k،

فإن {\displaystyle \left|{{f(b)-f(a)} \over {b-a}}\right|\leq k}.
الاستدلال :
نطبق مبرهنة القيمة الوسطى ونضع |f'(x)| <k.
و لتقريب الصورة نستطيع أن نصور المبرهنة كما يلي : "إذا كانت السرعة الآنية لسيارة ما غير قادرة على تجاوز سرعة 120 كم/س، فإن معدل سرعتها لا يمكنه ذلك."

## مبرهنة القيمة المتوسطة المعممّة
مبرهنة القيمة المتوسطة لكوشي، والمعروفة أيضًا باسم مبرهنة القيمة المتوسطة المعممة أو مبرهنة التزايدات المنتهية المعممة، هي تعميم لمبرهنة القيمة المتوسطة. تنص على أن: إذا كانت الدالتان {\displaystyle f} و {\displaystyle g} مستمرتين على الفترة المغلقة {\displaystyle [a,b]} وقابلة للاشتقاق على الفترة المفتوحة {\displaystyle (a,b)}، فإن هناك بعض الأعداد {\displaystyle c\in (a,b)}، بحيث:

المعنى الهندسي لمبرهنة كوشي

{\displaystyle (f(b)-f(a))g'(c)=(g(b)-g(a))f'(c)}
طبعًا، إذا كان {\displaystyle g(a)\neq g(b)} و {\displaystyle g'(c)\neq 0}، تكافئ الصيغة السابقة:
{\displaystyle {\frac {f'(c)}{g'(c)}}={\frac {f(b)-f(a)}{g(b)-g(a)}}.}
هندسيًا، هذا يعني أن هناك بعض المماسات للرسم البياني للمنحنى
{\displaystyle {\begin{cases}[a,b]\to \mathbb {R} ^{2}\\t\mapsto (f(t),g(t))\end{cases}}}
الذي هو موازٍ للمستقيم المحدد بالنقطتين {\displaystyle (f(a),g(a))} و {\displaystyle (f(a),g(a))}. ومع ذلك، لا تنص مبرهنة كوشي على وجود مثل هذا المماس في جميع الحالات حيث أن النقطتين {\displaystyle (f(a),g(a))} و {\displaystyle (f(b),g(b))} متمايزتان، لأنه قد يكون محققًا في بعض قيم {\displaystyle c} فقط مع {\displaystyle f'(c)=g'(c)=0}، بمعنى آخر، القيمة التي يكون المنحنى المذكور مستقرًا بالنسبة لها؛ في مثل هذه النقاط، من غير المحتمل تحديد أي مماس للمنحنى على الإطلاق. مثال على هذا الموقف هو المنحنى المعرفة بـ:
{\displaystyle t\mapsto \left(t^{3},1-t^{2}\right)}
التي تنتقل من النقطة {\displaystyle (-1,0)} إلى النقطة {\displaystyle (1,0)} في الفترة {\displaystyle [-1,1]}، ومع ذلك لن يكن له مماس أفقي؛ ومع ذلك، فإنه له نقطة مستقرة (قرنة في الحقيقة) عند {\displaystyle t=0}.
يمكن استخدام مبرهنة القيمة المتوسطة لكوشي لإثبات قاعدة لوبيتال. مبرهنة القيمة المتوسطة هي حالة خاصة لمبرهنة كوشي لما {\displaystyle g(t)=t}.
الاستدلال :
نطبق مبرهنة رول على الدالة
{\displaystyle h(t)=(f(b)-f(a))(g(t)-g(a))-(g(b)-g(a))(f(t)-f(a))\,}
إن الدالة h متواصلة على [a ; b]، وقابلة للاشتقاق على ]a ; b[، وتساوي صفرا في a وb وبالتالي {\displaystyle h(a)=h(b)}. إذن يوجد عدد حقيقي c من ]a ; b[ بحيث h'(c) = 0. وهو ما يؤدي إلى
{\displaystyle (f(b)-f(a))g'(c)-(g(b)-g(a))f'(c)=0\,}
ولو كانت g' كذلك مخالفة للصفر على ]a ; b[ فإننا نستطيع أن نؤكد أن {\displaystyle g(b)\neq g(a)} ويكفي أن نقسم بهما فنجد
{\displaystyle {\frac {f(b)-f(a)}{g(b)-g(a)}}={\frac {f'(c)}{g'(c)}}}

## مبرهنة القيمة الوسطى والتكاملات
يمكن إعادة صياغة مبرهنة القيمة الوسطى في شكل تكامل. لكل دالتين ذوات متغيّر حقيقي، u وv متصلتين على النطاق [a ; b]، حيث v مخالفة
للصفر على [a ; b]، يوجد عدد حقيقي c من ]a، b[ حيث
و هذه الكتابة منطقية نظرا لأن الدوال المتصلة متكاملة محليا حسب ريمان.